# Karl Hildebrand

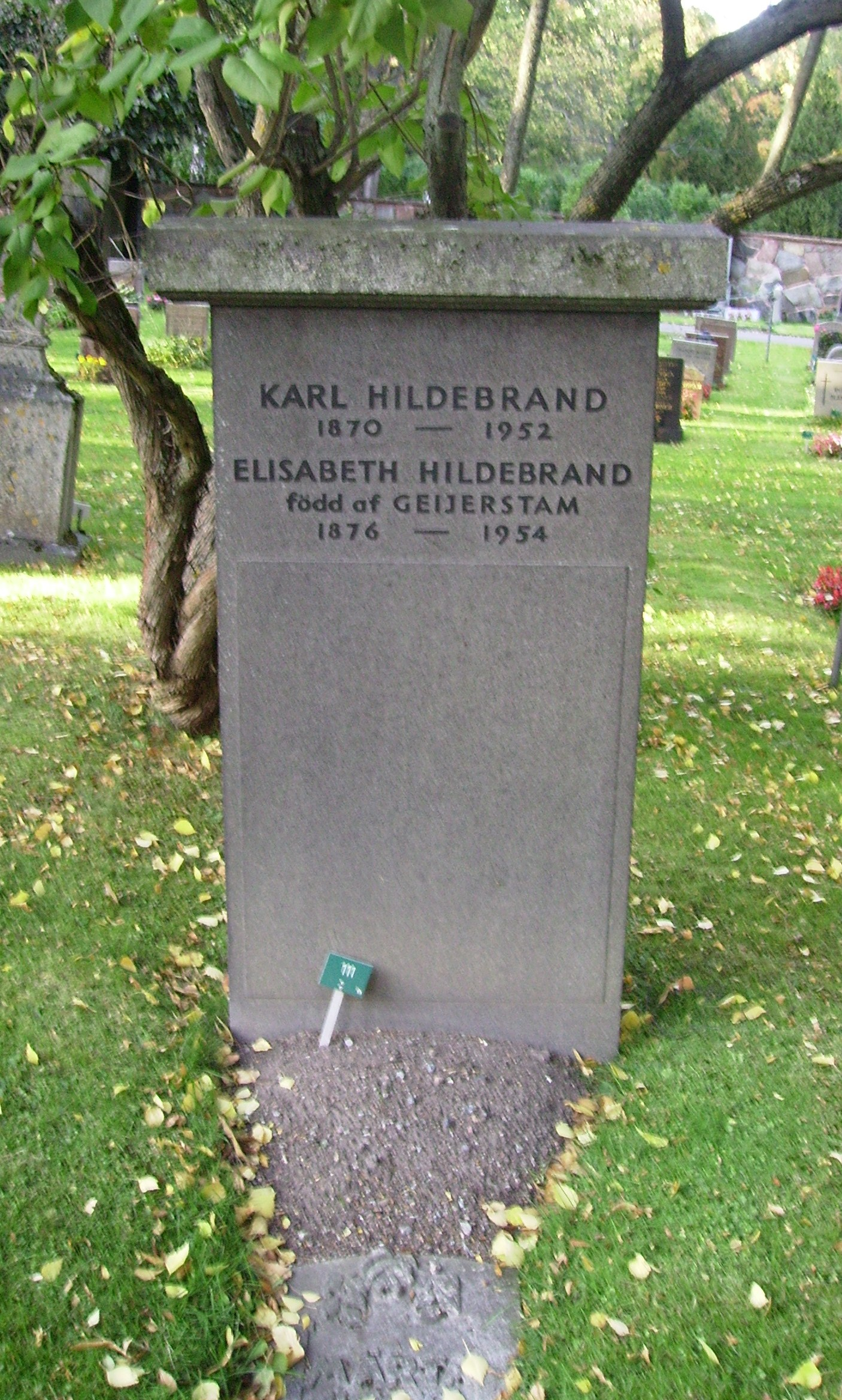
Karl Hildebrands gravvård på Solna kyrkogård.

Karl Emil Hildebrand, född 24 september 1870 i Hedvig Eleonora församling, Stockholms stad, död 23 juni 1952 i Sankt Matteus församling, Stockholms stad, var en svensk historiker, skriftställare och politiker. Han var son till Hans Hildebrand och Elin Maria Charlotta Martin. Han gifte sig 1900 med Elisabeth af Geijerstam född i släkten af Geijerstam och blev far till Karl-Gustaf Hildebrand och Kerstin Hildebrand, Stig Sahlins hustru.
Karl Hildebrand studerade vid Uppsala universitet, där han disputerade för filosofie doktorsgrad 1898 med avhandlingen Johan III och Europas katolska makter, för vilken han även erhöll en docentur i historia vid universitetet. Hans politiska intresse tilltog dock, varför han började med publicistisk verksamhet, som politisk medarbetare vid Stockholms Dagblad 1901, och sa därefter upp sig från universitetet. År 1904 blev han chefredaktör vid densamma tidningen. Två år senare valdes han in i andra kammaren genom fyllnadsval. Vid valet 1908 förlorade han sin plats i riksdagen, men fick tämligen snart ta en plats för Blekinge i första kammaren. År 1911 blev han återigen ledamot av andra kammaren, där han stannade till 1918 då han lämnade politiken.
År 1915 valdes han till den förste ordföranden i Sveriges Nationella Ungdomsförbund. År  1916 blev han utsedd till riksgäldsfullmäktig, och tillhörde från 1917 hemliga utskottet och var ledamot av Folkhushållningskommissionen som chef för dess upplysningsavdelning. Från 1925 var han ordförande i Riksgäldsfullmäktige, men han lämnade den efter en konflikt 1941. Han hade därtill flera poster, som till exempel andre direktör i Karlshamns olje- och kraftsfodersfabriks AB, var 1929–1942 vice ordförande i Sveriges allmänna hypoteksbank, och styrelseledamot i Göta kanalbolag.
Som historiker var Hildebrand inriktad på 1500-talet och modern historia, då i synnerhet första världskriget, unionsfrågan med Norge och Gustaf V. Bland hans publicistiska verk kan nämnas Arbetarnes föreningsrätt (1899), Demokrati (1913), och Kommunal och enskild drift (1914). Under första världskriget reste han i Europa och skrev om sina erfarenheter i Ett starkt folk (1915) och Donaumonarkien i krig (1915). På äldre dagar skrev han även böcker om ekonomiska och politiska samtidsfenomen, som Det gamla och det nya Kina (1927), Sovjetunionens femårsplan och exportpolitik (1931), Fackföreningsrörelsen och samhället (1934) och Afrika (1936).
Som politiker framlade han ett uppmärksammat lagförslag om tryckfrihetsförordningen, kallat Lex Hildebrand, som dock inte antogs av medkammaren. Ideologiskt tillhörde han den moderata falangen av högern och var ofta i debatt med de mera konservativa. Erik Palmstierna karakteriserar honom:
| ”                         | Karl Hildebrand var en av dessa personer, vilka i det offentliga livet alltid förbliva nr 2. Kunskapsrik, arbetsam och förståndig var han, men saknade just det, som av nr 2 gör nr 1, detta plus, varpå ledaren igenkännes. | „ |
| – Palmstierna 1950, s. 94 | |   |

Han är begravd på Solna kyrkogård.